# Kriška Reber
Kriška Reber – wieś w Słowenii, w gminie Trebnje. W 2018 roku liczyła 35 mieszkańców.